# Panamaziekte

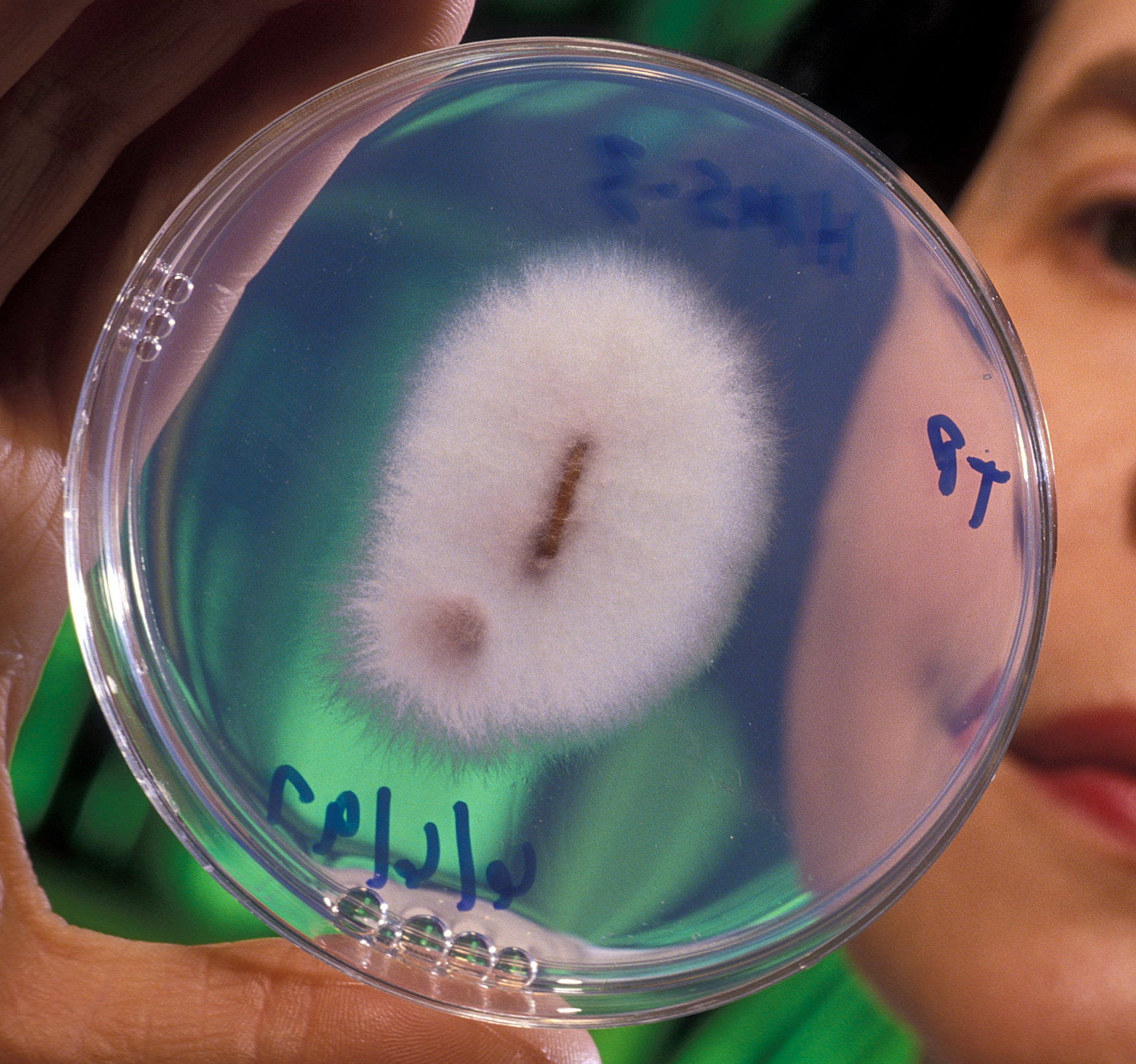
Fusarium oxysporum

De panamaziekte is een plantenziekte die veroorzaakt wordt door de schimmel Fusarium oxysporum f.sp. cubense. Deze schimmel tast bananenplanten aan door vanuit de grond de wortels binnen te dringen. De zwamdraden verhinderen het vochttransport waardoor het blad vergeelt en de plant verwelkt. Daarnaast produceert de zwam ook vergiften die de plant verder aantasten. Een dergelijke schimmel wordt ook wel een vaatparasiet genoemd. De bomen op een bananenplantage zijn vaak wortelklonen. Doordat ze hetzelfde DNA hebben is de schade zeer groot omdat de ziekte dezelfde uitwerking heeft op elke kloon.

## Consequenties voor de bananenteelt
Deze ziekte vormt, samen met de Zwarte Sigatokaziekte, een ernstige bedreiging voor de bananenteelt. In tropische gebieden zijn meer dan 400 miljoen mensen afhankelijk van bananen als dagelijkse voedselbron.In de jaren 1950 verwoestte de panamaziekte bijna alle bananenplantages in Midden- en Zuid-Amerika. Deze ziekte bleek fataal voor de meest geteelde banaan ter wereld, de Gros Michel. De bananenteelt en -handel stapten vervolgens over op een ander type banaan, de Cavendish, die bestand leek tegen de panamaziekte.

### Tropical Race 4 (TR-4)
Medio 2019 werd schimmelstam TR-4 aangetoond in Noord- en Zuid-Amerika, wat op termijn de voedselvoorziening van miljoenen mensen bedreigt. Ook dreigt grote economische schade: vier van de vijf grootste bananenexporteurs bevinden zich in Latijns-Amerika. Tegen deze schimmelvariant is nog geen chemische of biologische bestrijding gevonden. Bovendien kunnen de schimmelsporen decennia in de bodem overleven.

## Oplossingen
Mogelijke oplossingen zijn genetische modificatie van de Cavendish door toepassing van een resistentiegen van een wilde voorouder van de banaan, of het kweken van nieuwe variëteiten. De Universiteit van Wageningen is betrokken bij projecten ter bescherming en verbetering van de bananenteelt, met name middels de bestrijding van de panamaziekte en dergelijke bedreigingen, onder meer in de Filipijnen.